# Zdbino
Zdbino (niem. Stabenow Ziegelei) – opuszczona osada leśna w Polsce położona w województwie zachodniopomorskim, w powiecie choszczeńskim, w gminie Recz. W latach 1975–1998 miejscowość administracyjnie należała do województwa gorzowskiego. Miejscowość wchodzi w skład sołectwa Sulibórz.